# Sifão

Diagrama esquemático que ilustra o princípio de funcionamento do sifão.

Um sifão é um dispositivo para transportar um líquido de uma altura para outra mais baixa, passando por um ponto mais alto (muito usado na agricultura). Em bacias de retrete e lavatórios existem sifões para impedir a passagem do cheiro proveniente das respectivas canalizações. Existem vários tipos de sifões, em "S" (no qual tem o formato de curva-contracurva), em "copo" no qual se assemelha a um copo dentro de outro, entre outros.